# Clase Edgar Quinet
La Clase Edgar Quinet fue una serie de dos cruceros acorazados franceses, que prestó servicio en la Marina Francesa, y fue la última serie de esta tipología de buques construidos para dicha armada. Esta clase  de cruceros fue el resultado del desarrollo del anterior crucero acorazado, el Ernest Renan.

## Características
Los clase Edgar Quinet desplazaban 13 650 t y tenían una eslora de 158,2 m, 21,5 m de manga y 8,3 m de calado. Su planta motriz estaba compuesta por 40 calderas Niclausse conectadas a 3 máquinas de vapor de triple expansión a 3 hélices, lo que le daba una potencia de 37 000 CV y una velocidad de 23 nudos el Edgar Quinet, y 21,4 nudos el Waldeck-Rousseau.
Su blindaje consistía en una cintura acorazada de 90 a 170 mm, de la cual 1,4 m estaba bajo la línea de flotación y 2,3 m sobre ella. La cubierta superior tenía un grosor de 20 a 34 mm y la cubierta inferior de 45 a 65 mm. Las torretas de artillería estaban protegidas por un blindaje de 150 mm.
Su armamento consistía en 14 cañones de 194 mm/50 (mod. 1902); varios cañones menores y 2 tubos lanzatorpedos de 450 mm.

## ClaseEdgar Quinet
| Nombre           | Botadura                 | Alistamiento  | Baja                                                       | Foto |
| ---------------- | ------------------------ | ------------- | ---------------------------------------------------------- | ---- |
| Edgar Quinet     | 21 de septiembre de 1907 | Enero de 1911 | Encallado el 4 de enero de 1930 (posteriormente destruido) |      |
| Waldeck-Rousseau | 4 de marzo de 1908       | Enero de 1910 | Baja en 1936                                               |      |

## Historia operacional de los buques
Tanto el Edgar Quinet como el Waldeck-Rousseau participaron en la Primera Guerra Mundial, los dos en aguas del Mar Mediterráneo en varias operaciones.
Tras la Gran Guerra, el Edgar Quinet participó en la evacuación de refugiados armenios tras la caída de Smyrna, en 1923.
Usado como buque escuela desde 1929, el 4 de enero de 1930 encalló en aguas de Argelia y cuatro días más tarde, el buque se perdió totalmente.
El Waldeck-Rousseau sufrió un motín a bordo, del 26 al 28 de abril de 1919, durante los motines de Sebastopol. Puesto en la reserva en 1924, fue realistado en 1929 hasta 1931. Puesto nuevamente en la reserva de 1932 a 1936, año en que fue dado de baja y usado como pontón.
Fue destruido, finalmente, en 1944, durante la ocupación alemana.

## Anexos
- Anexo:Cruceros acorazados por país